# Surettahorn
Surettahorn är ett berg i Schweiz.   Det ligger i regionen Viamala och kantonen Graubünden, i den sydöstra delen av landet, 150 km öster om huvudstaden Bern. Toppen på Surettahorn är 3 027 meter över havet, eller 771 meter över den omgivande terrängen. Bredden vid basen är 8,8 km.
Terrängen runt Surettahorn är huvudsakligen bergig, men den allra närmaste omgivningen är kuperad. Runt Surettahorn är det ganska glesbefolkat, med 22 invånare per kvadratkilometer.. Närmaste större samhälle är Mesocco, 16,5 km sydväst om Surettahorn. 
Trakten runt Surettahorn består i huvudsak av gräsmarker.